# 284 (število)
284 (dvésto štíriinósemdeset) je naravno število, za katero velja 284 = 283 + 1 = 285 - 1.
Sestavljeno število
Prijateljsko število σ(284) - 284 = 220; σ(220) - 220 = 284
Ne obstaja nobeno takšno celo število x, da bi veljala enačba φ(x) = 284.

284 °C je plamenišče papirja.